# 阿拉摩湖 (亞利桑那州)
阿拉摩湖（英語：Alamo Lake）是位於美國亞利桑那州拉巴斯縣的一個人口普查指定地區。根據2010年美國人口普查，該地共人口500人，而該地的面積約為120.59平方千米。

## 地理
阿拉摩湖的座標為34°15′32″N 113°30′28″W / 34.25889°N 113.50778°W，而該地最高點為海拔高度401米（即1316英尺）。